# Agrilus jedlickai
Agrilus jedlickai es una especie de insecto del género Agrilus, familia Buprestidae, orden Coleoptera.
Fue descrita científicamente por Obenberger, 1931.